# Списък с епизоди на „Спайдър-Мен: Анимационният сериал“
Това е списъкът с епизоди на анимационния сериал „Спайдър-Мен: Анимационният сериал“ с оригиналните дати на излъчване в САЩ и България.

## Сезон 1
| Заглавие | Номер | Сценарий                                                                 | Първо излъчване в САЩ | Първо излъчване в България |
| --- | ----- | ------------------------------------------------------------------------ | --------------------- | -------------------------- |
| Нощта на Гущера | 01    | Гери Конуей, Стан Берковиц и Джон Семпър                                 | 19 ноември 1994 г.    |                            |
| Редакторът на „Дейли Бюгъл“ Джей Джона Джеймисън предлага 1000 долара на всеки репортер на „Дейли Бюгъл“, който направи снимка на Гущера, прославено чудовище. Еди Брок се опитва да спечели тази награда. Точно тогава Питър мисли, че съществото Гущер е измама, докато не узнава за наградата. Паркър осъзнава като Спайдър-Мен, че Гущера е всъщност доктор Кърт Конърс, негов научен преподавател. Сега той трябва да спаси Конърс от Гущера и да държи властите и Еди Брок извън уравнението.                                                                           |       |                                                                          |                       |                            |
| Паякоубиецът | 02    | Джон Семпър и Стан Берковиц                                              | 4 февруари 1995 г.    |                            |
| За да изплати своя дълг на престъпния шеф, познат като Кингпин, Норман Озборн наема Спенсър Смайт да проектира мощен робот, наречен „Паякоубиец“, за да залови и унищожи Спайдър-Мен. Кингпин наема Алистър Смайт, синът на Спенсър, за да построи още повече Паякоубийци когато всичко се обърква. |       |                                                                          |                       |                            |
| Завръщането на паякоубийците | 03    | Джон Семпър и Марк Хофмейър                                              | 11 февруари 1995 г.   |                            |
| Алистър Смайт, синът на Спенсър Смайт, който е считан за мъртъв във взрив, построява ред от роботи, които да унищожат Спайдър-Мен и хората които той държи отговорни за явната смърт на своя баща. |       |                                                                          |                       |                            |
| Д-р Октопус: Въоръжен и опасен | 04    | Ави Арад, Стан Лий, Брукс Уочъл и Синтия Харисън                         | 18 февруари 1995 г.   |                            |
| Спайдър-Мен се бори със злодей, наречен Доктор Октопус, който отвлякъл младата Фелиша Харди и Джей Джона Джеймисън за откуп, понеже има лично отмъщение против майката на Фелиша, Анастейша. |       |                                                                          |                       |                            |
| Заплахата на Мистерио | 05    | Марв Уолфмън, Стан Берковиц и Джон Семпър                                | 25 февруари 1995 г.   |                            |
| Нов злодей в града, познат като Мистерио натопява Спайдър-Мен, за да му създаде лошо име на злодей в Ню Йорк и така Мистерио да се прочуе като герой заради неговото лично възмездие против Човека-паяк. |       |                                                                          |                       |                            |
| Жилото на Скорпиона | 06    | Робърт Н. Скър, Марти Айзенбърг и Джон Семпър                            | 11 март 1995 г.       |                            |
| Джей Джона Джеймисън наема дребен резбойник да бъде преобразен в супергерой, който да пребори Спайдър-Мен. Но нещо се обърква и обектът (кръстен „Скорпиона“) се обръща против своите създатели и единствено Паяжко може да спаси деня преди Скорпиона да взриви Ню Йорк в ОСКОРП. |       |                                                                          |                       |                            |
| Крейвън ловецът | 07    | Джон Семпър, Жан Стрънад и Марк Хофмейър                                 | 1 април 1995 г.       |                            |
| Човека-паяк влиза в капан на смъртоносен триъгълник с докторка от Африка, наречена Марая Кроуфорд и човекът, който я обича и я дебнел през целия път до Америка... Крейвън ловеца. |       |                                                                          |                       |                            |
| Извънземен костюм, първа част | 08    | Ави Арад, Стан Лий, Лен Уейн, Мег Маклофлин, Стан Берковиц и Джон Семпър | 29 април 1995 г.      |                            |
| Спайдър-Мен попада на извънземно вещество, прикачило се към разбила се космическа совалка, което се прикачва към Питър и образува нов черен костюм. То прави Човека-паяк много по-могъщ. Но нещо се обърква – супергероят също става по-безмилостен и зъл. Междувременно Еди Брок натопява Човека-паяк за кражба на камък, наречен Прометий X, откраднат всъщност от Носорога за Кингпин. Сега е обявена награда от 1 млн. долара за залавянето на Човека-паяк. |       |                                                                          |                       |                            |
| Извънземен костюм, втора част | 09    | Джон Семпър и Брейн Стивънс                                              | 6 май 1995 г.         |                            |
| Когато черният костюм на Спайдър-Мен е разкрит че е жив, супергероят все още решава да го използва, за да възвърне Прометий X. Междувременно Джей Джона Джеймисън открива, че Еди Брок е лъгал за кражбата на Прометий Х от Човека-паяк, уволнява го и отменя наградата от 1 млн. долара. Кингпин е обезпокоен относно доказателството на Еди Брок, че той е мафиот, затова Смайт наема Шокър да убие Брок. В края Спайдър-Мен премахва извънземния костюм, който намира нов гостоприемник в лицето на Брок, който приема името Отрова и се превръща в отвратително чудовище. |       |                                                                          |                       |                            |
| Извънземен костюм, трета част | 10    | Джон Семпър и Марк Хофмейър                                              | 13 май 1995 г.        |                            |
| Венъм опитва да унищожи Човека-паяк веднъж завинаги. |       |                                                                          |                       |                            |
| Хобгоблин, първа част | 11    | Джон Семпър и Лари Броуди                                                | 20 май 1995 г.        |                            |
| Човека-паяк бива хванат в битка за власт между Норман Озборн, Уилсън Фиск и най-скорошния злодей, Хобгоблин. |       |                                                                          |                       |                            |
| Хобгоблин, втора част | 12    | Стан Берковиц                                                            | 27 май 1995 г.        |                            |
| Спайдър-Мен се залавя с Хобгоблин, след като той напада леля Мей и Хари Озборн, дори това да означава образуване на съюз с Норман Озборн, и непознатия на него, Уилсън Фиск. |       |                                                                          |                       |                            |
| Денят на Хамелеона | 13    | Джон Семпър                                                              | 11 юни 1995 г.        |                            |
| Спайдър-Мен трябва да спре убийството на двама важни дипломати от терорист, познат като Хамелеона, с помощта на Щ.И.Т. |       |                                                                          |                       |                            |

## Сезон 2 (Неогенетичен кошмар)
| Заглавие | Номер | Сценарий                                                  | Първо излъчване в САЩ | Първо излъчване в България |
| --- | ----- | --------------------------------------------------------- | --------------------- | -------------------------- |
| Неогенетичен кошмар, глава I: Коварната шесторка | 14    | Джон Семпър и Дейвид Лий Милър                            | 9 септември 1995 г.   | 2000 г.                    |
| За да убие окончателно Спайдър-Мен, Кингпин наема Коварната шесторка да го повали. Фарли Стилуел също създава неогенетика, която започва да отнема силата на Човека-паяк. Загубил своите сили, Спайдър-Мен е заловен от Коварната шесторка. |       |                                                           |                       |                            |
| Неогенетичен кошмар, глава II: Битката на Коварната шесторка | 15    | Джон Семпър и Дъг Буут                                    | 16 септември 1995 г.  | 2000 г.                    |
| Коварната шесторка изобличава Спайдър-Мен, но той успява да ги убеди, че е измамник. Междувременно Кингпин отвлича Силвърмейн и използвайки Коварната шесторка, води война с престъпните началници. По-късно Питър избягва, възвръща своите сили и разгромява Коварната шесторка. |       |                                                           |                       |                            |
| Неогенетичен кошмар, глава III: Хидромен | 16    | Джон Семпър и Джим Крийг                                  | 23 септември 1995 г.  | 2000 г.                    |
| Бившето гадже на Мери Джейн започва да я дебне. Той има новата способност да превръща своето тяло във вода. В края Мери Джейн примамва Хидромен на върха на здание, и без вода която да го захранва, той се изпарява. |       |                                                           |                       |                            |
| Неогенетичен кошмар, глава IV: Заговорът на мутантите | 17    | Джон Семпър, Дж. М. ДеМатийс, Стивън Грант и Майкъл Едънс | 30 септември 1995 г.  | 2000 г.                    |
| Напредващата неогенетична мутация на Спайдър-Мен го прави болен и той търси помощта на Професор Чарлс Ксавие. Той е разочарован да научи, че Ксавие не „лекува“ мутации. Д-р Хърбърт Ландън, и Хобгоблин, кроят да унищожат мутантите навсякъде. Спайдър-Мен и Х-Мен работят заедно за да ги победят. |       |                                                           |                       |                            |
| Неогенетичен кошмар, глава V: Отмъщението на мутантите | 18    | Джон Семпър, Майкъл Едънс, Франсис Мос и Тед Педърсън     | 7 октомври 1995 г.    | 2000 г.                    |
| Върколака (В дублажа на bTV е преведен като „Росомах“. В този на Диема Фемили името му е „Улверин“, а в последния епизод от четвърти сезон - „Росомахата“) и Спайдър-Мен се обединяват, за да потърсят Ханк Маккой. По-късно те разбират, че Хърбърт Ландън отвлякъл Ханк, за да експериментира върху него. По време на спасяването, Ландън става жертва на своите собствени експерименти, и е променен в огромно чудовище, което се захранва от електрическа енергия. Х-Мен и Спайдър-Мен отново работят заедно, за да го спасят. |       |                                                           |                       |                            |
| Неогенетичен кошмар, глава VI: Морбиъс | 19    | Джон Семпър, Брейн Стивънс и Лидиа Марано                 | 7 октомври 1995 г.    | 2000 г.                    |
| Мутацията на Човека-паяк сега го превръща в чудовище. Д-р Марая Кроуфорд развива възможен лек за болестта на Спайдър-Мен, но заразената кръвна проба на Питър е открадната и експериментирана от Майкъл Морбиъс. Злополука го превръща в смучещ плазма вампир. |       |                                                           |                       |                            |
| Неогенетичен кошмар, глава VII: Екзекуторът | 20    | Джон Семпър и Карл Потс                                   | 4 ноември 1995 г.     | 2000 г.                    |
| Спайдър-Мен пораства четири допълнителни ръце, заради неговата мутираща ДНК, докато биуйствата на Морбиъс продължават. Наказателят (в българското озвучаване е преведен като „Екзекуторът“) идва в Ню Йорк да се справи с мутиращия Спайдър-Мен, обвинявайки него за нападенията заедно с остатъка от Ню Йорк. |       |                                                           |                       |                            |
| Неогенетичен кошмар, глава VIII: Дуелът на ловците | 21    | Джон Семпър                                               | 11 ноември 1995 г.    | 2000 г.                    |
| В последната сцена Спайдър-Мен се трансформира в паяк. Д-р Марая Кроуфорд повиква Крейвън Ловеца, който да ѝ помогне да проследят Спайдър-Мен и да излекуват мутацията му с новосъздадения антидот. В същото време Наказателят се опитва да унищожи чудовището. Кроуфорд постига успех и връща нормалната форма на Спайдър-Мен. |       |                                                           |                       |                            |
| Неогенетичен кошмар, глава IX: Блейд, ловецът на вампири | 22    | Стефани Матисън, Марк Хофмейър и Джон Семпър              | 3 февруари 1996 г.    | 2000 г.                    |
| Ловецът на вампири Блейд пристига в Ню Йорк, за до унищижи Морбиъс, Спайдър-Мен, обаче, иска да върне Морбиъс в нормалното му състояние. Когато Спайдър-Мен разкрива, че Морбиъс е жертвата на провален експеримент с Неогенен Рекомбинатор, Блейд решава да унищожи апаратурата. Но преди да успее, Морбиъс успява да я открадне. |       |                                                           |                       |                            |
| Неогенетичен кошмар, глава X: Безсмъртният вампир | 23    | Джон Семпър и Мег Маклафлин                               | 10 февруари 1996 г.   | 2000 г.                    |
| Ловецът на вампири Блейд пристига в Ню Йорк, за до унищижи Морбиъс, Спайдър-Мен, обаче, иска да върне Морбиъс в нормалното му състояние. Когато Спайдър-мен разкрива, че Морбиъс е жертвата на провален експеримент с Неогенен Рекомбинатор, Блейд решава да унищожи апаратурата. Но преди да успее, Морбиъс успява да я открадне. |       |                                                           |                       |                            |
| Неогенетичен кошмар, глава XI: Плочата на времето | 24    | Марк Хофмейър, Стан Бърковиц и Джон Семпър                | 18 ноември 1995 г.    | 2000 г.                    |
| Д-р Кърт Конърс е поставен да разучи Плочата на времето, открит древен артефакт, който и казан, че възстановява младостта на личност. Д-р Конърс вярва, че може да излекува мутагенното преобразяване на Спайдър-Мен с плочата. Преди да я разучи, Силвърмейн я открадва. |       |                                                           |                       |                            |
| Неогенетичен кошмар, глава XII: Опустошенията на времето | 25    | Марк Хофмейър, Стан Бърковиц и Джон Семпър                | 25 ноември 1995 г.    | 2000 г.                    |
| С Плочата на времето здравето на Силвърмейн е възстановено, но той продължава да се подмладява докато накрая става дете. Плочата на времето е доставена от Хамърхед на Ейдриън Туумс. |       |                                                           |                       |                            |
| Неогенетичен кошмар, глава XIII: Писъкът на Лешояда | 26    | Джон Семпър, Гилс Уийлър и Айлийн Габай                   | 17 февруари 1996 г.   | 2000 г.                    |
| Когато Норман Озборн опитва да превземе „Туумс Аероноутикал“, Ейдриън Туумс, използва Плочата на времето, за да окраде младост от всекиго, когото докосне, преоблича се като Лешояда, за да унищожи Норман Осборн. Лешоядът изчерпва младостта от Спайдър-Мен, превръщайки го в старец. |       |                                                           |                       |                            |
| Неогенетичен кошмар, глава XIV: Последният кошмар | 27    | Джон Семпър и Санди Фрайс                                 | 24 февруари 1996 г.   | 2000 г.                    |
| Спайдър-Мен търси помощта на Кърт Конърс, за да обрърне състаряващото въздействие от ноктите на Лешояда. След поемане младостта на Спайдър-Мен и неговата ДНК, Лешоядът мутира в паяк-човек. Скорпиона взима д-р Фарли Стилуел да потърси лекарство за своята собствена мутация. Впоследствие Спайдър-Мен възвръща своята младост и успява да спре Лешояда и Скорпиона. |       |                                                           |                       |                            |

## Сезон 3 (Бащини грехове)
| Заглавие                                         | Номер | Сценарий                                                     | Първо излъчване в САЩ | Първо излъчване в България |
| ------------------------------------------------ | ----- | ------------------------------------------------------------ | --------------------- | -------------------------- |
| Бащини грехове, глава I: Доктор Стрейндж         | 28    | Джон Семпър и Марк Хофмейър                                  | 27 април 1996 г.      | 2000 г.                    |
|                                                  |       |                                                              |                       |                            |
| Бащини грехове, глава II: Пожелай си нещо        | 29    | Джон Семпър, Марк Хофмейър, Елиът Магин и Мег Маклоклин      | 4 май 1996 г.         | 2000 г.                    |
|                                                  |       |                                                              |                       |                            |
| Бащини грехове, глава III: Атаката на Октобота   | 30    | Мег Маклоклин и Джон Семпър                                  | 11 май 1996 г.        | 2000 г.                    |
|                                                  |       |                                                              |                       |                            |
| Бащини грехове, глава IV: Зеления Гоблин         | 31    | Джон Семпър, Марти Айзенбърг и Робърт Н. Скър                | 18 май 1996 г.        | 2000 г.                    |
|                                                  |       |                                                              |                       |                            |
| Бащини грехове, глава V: Ракетния състезател     | 32    | Джон Семпър, Дъг Буут и Марк Хофмейър                        | 14 септември 1996 г.  | 2000 г.                    |
|                                                  |       |                                                              |                       |                            |
| Бащини грехове, глава VI: Обвинен                | 33    | Джон Семпър, Марк Хофмейър, Брукс Уочъл и Синтия Харисън     | 21 септември 1996 г.  | 2000 г.                    |
|                                                  |       |                                                              |                       |                            |
| Бащини грехове, глава VII: Човекът без страх     | 34    | Джон Семпър, Марк Хофмейър и Шон Катрин Дерек                | 28 септември 1996 г.  | 2000 г.                    |
|                                                  |       |                                                              |                       |                            |
| Бащини грехове, глава VIII: Върховният убиец     | 35    | Джон Семпър, Марк Хофмейър и Дъг Буут                        | 5 октомври 1996 г.    | 2000 г.                    |
|                                                  |       |                                                              |                       |                            |
| Бащини грехове, глава IX: Тумбстоун              | 36    | Стефани Матисън, Марк Хофмейър и Джон Семпър                 | 12 октомври 1996 г.   | 2000 г.                    |
|                                                  |       |                                                              |                       |                            |
| Бащини грехове, глава X: Завръщането на Венъм    | 37    | Лари Броуди, Робърт Н. Скър, Марти Айзенбърг и Джон Семпър   | 2 ноември 1996 г.     | 2000 г.                    |
|                                                  |       |                                                              |                       |                            |
| Бащини грехове, глава XI: Карнидж                | 38    | Стан Бърковиц, Джеймс Крийг и Джон Семпър                    | 9 ноември 1996 г.     | 2000 г.                    |
|                                                  |       |                                                              |                       |                            |
| Бащини грехове, глава XII: Петното               | 39    | Джеймс Крийг                                                 | 26 октомври 1996 г.   | 2000 г.                    |
|                                                  |       |                                                              |                       |                            |
| Бащини грехове, глава XIII: Войната на гоблините | 40    | Марк Хофмейър, Джон Семпър, Робърт Н. Скър и Марти Айзенбърг | 16 ноември 1996 г.    | 2000 г.                    |
|                                                  |       |                                                              |                       |                            |
| Бащини грехове, глава XIV: Повратна точка        | 41    | Джеймс Крийг, Джон Семпър, Робърт Скър и Марти Айзенбърг     | 23 ноември 1996 г.    | 2000 г.                    |
|                                                  |       |                                                              |                       |                            |

## Сезон 4 (Партньори в опасност)
| Заглавие                                                      | Номер | Сценарий                                                        | Първо излъчване в САЩ | Първо излъчване в България |
| ------------------------------------------------------------- | ----- | --------------------------------------------------------------- | --------------------- | -------------------------- |
| Партньори в опасност, глава I: Виновен                        | 42    | Джон Семпър, Лари Броуди и Мег Маклоклин                        | 1 февруари 1997 г.    |                            |
|                                                               |       |                                                                 |                       |                            |
| Партньори в опасност, глава II: Котката                       | 43    | Джон Семпър и Шон Катрин Дерек                                  | 8 февруари 1997 г.    |                            |
|                                                               |       |                                                                 |                       |                            |
| Партньори в опасност, глава III: Черната котка                | 44    | Джон Семпър, Марти Айзенбърг, Робърт Н. Скър и Шон Катрин Дерек | 15 февруари 1997 г.   |                            |
|                                                               |       |                                                                 |                       |                            |
| Партньори в опасност, глава IV: Завръщането на Крейвън        | 45    | Мег Маклоклин                                                   | 22 февруари 1997 г.   |                            |
|                                                               |       |                                                                 |                       |                            |
| Партньори в опасност, глава V: Партньори                      | 46    | Джон Семпър, Синтия Харисън и Брукс Уочъл                       | 3 май 1997 г.         |                            |
|                                                               |       |                                                                 |                       |                            |
| Партньори в опасност, глава VI: Пробуждането                  | 47    | Джон Семпър и Шон Катрин Дерек                                  | 10 май 1997 г.        |                            |
|                                                               |       |                                                                 |                       |                            |
| Партньори в опасност, глава VII: Кралицата на вампирите       | 48    | Мег Маклоклин и Джон Семпър                                     | 17 май 1997 г.        |                            |
|                                                               |       |                                                                 |                       |                            |
| Партньори в опасност, глава VIII: Завръщането на Грийн Гоблин | 49    | Марк Хофмейър                                                   | 12 юли 1997 г.        |                            |
|                                                               |       |                                                                 |                       |                            |
| Партньори в опасност, глава IX: Духът на Мери Джейн Уотсън    | 50    | Джон Семпър, Вирджиния Рот и Мег Маклоклин                      | 19 юли 1997 г.        |                            |
|                                                               |       |                                                                 |                       |                            |
| Партньори в опасност, глава X: Кралят на гущерите             | 51    | Джон Семпър и Гордън Кент                                       | 26 юли 1997 г.        |                            |
|                                                               |       |                                                                 |                       |                            |
| Партньори в опасност, глава XI: Хищникът                      | 52    | Джон Семпър и Терънс Тейлър                                     | 2 август 1997 г.      |                            |
|                                                               |       |                                                                 |                       |                            |

## Сезон 5 (Войната на паяците)
| Заглавие                                                      | Номер | Сценарий                                   | Първо излъчване в САЩ | Първо излъчване в България |
| ------------------------------------------------------------- | ----- | ------------------------------------------ | --------------------- | -------------------------- |
| Сватбата                                                      | 53    | Джон Семпър и Мег Маклоклин                | 12 септември 1997 г.  |                            |
|                                                               |       |                                            |                       |                            |
| Шестимата забравени воини, глава I                            | 54    | Джон Семпър                                | 19 септември 1997 г.  |                            |
|                                                               |       |                                            |                       |                            |
| Шестимата забравени воини, глава II: Неясен завет             | 55    | Джон Семпър                                | 26 септември 1997 г.  |                            |
|                                                               |       |                                            |                       |                            |
| Шестимата забравени воини, глава III: Тайната на шестимата    | 56    | Джон Семпър                                | 3 октомври 1997 г.    |                            |
|                                                               |       |                                            |                       |                            |
| Шестимата забравени воини, глава IV: Шестимата се бият отново | 57    | Джон Семпър                                | 10 октомври 1997 г.   |                            |
|                                                               |       |                                            |                       |                            |
| Шестимата забравени воини, глава V: Цената на героизма        | 58    | Джон Семпър                                | 17 октомври 1997 г.   |                            |
|                                                               |       |                                            |                       |                            |
| Завръщането на Хидромен, първа част                           | 59    | Джон Семпър, Айлийн Фуентес и Джеймс Крийг | 24 октомври 1997 г.   |                            |
|                                                               |       |                                            |                       |                            |
| Завръщането на Хидромен, втора част                           | 60    | Джон Семпър и Мег Маклоклин                | 31 октомври 1997 г.   |                            |
|                                                               |       |                                            |                       |                            |
| Тайни войни, глава I: Пристигане                              | 61    | Джон Семпър и Карън Милович                | 7 ноември 1997 г.     |                            |
|                                                               |       |                                            |                       |                            |
| Тайни войни, глава II: Ръкавицата на Червения череп           | 62    | Вирджиния Рот                              | 14 ноември 1997 г.    |                            |
|                                                               |       |                                            |                       |                            |
| Тайни войни, глава III: Дуум                                  | 63    | Джон Семпър, Марк Хофмейър и Ърни Аутбекър | 21 ноември 1997 г.    |                            |
|                                                               |       |                                            |                       |                            |
| Войната на паяците, глава I: Наистина мразя клонинги          | 64    | Джеймс Крийг, Марк Хофмейър и Джон Семпър  | 31 януари 1998 г.     |                            |
|                                                               |       |                                            |                       |                            |
| Войната на паяците, глава II: Сбогом, Спайдър-Мен             | 65    | Джон Семпър                                | 31 януари 1998 г.     |                            |
|                                                               |       |                                            |                       |                            |